# 恩格斯曼
恩格斯曼股份公司 （J. Engelsmann AG），是德國公司，總部設於德国路德维希港，以机械设备制造为主。

## 历史
由Jean Engelsmann 创办于1873年，起先只是生产磨盘。1922年公司转为股份制，产品也由磨盘过渡到研磨机。二战以后，公司以生产各种化工设备为主。直至今日，恩格斯曼已集成了设计、研发、服务于一体，产品涉及制药、食品、化工、试验仪器等。

## 产品
- 筛分机
- 烘干机
- 搅拌机
- 传送设备